# Teoría dramática
La teoría dramática es el análisis teórico sobre el teatro y el drama, entendidos como la forma de arte en la que un guion sirve de punto de partida para una actuación. Es decir, exigen la interpretación por parte de un actor frente a una audiencia, a diferencia, por ejemplo de la poesía y la épica, que tratan con espacios imaginarios.
Las teorías sobre el drama han sido presentadas por dramaturgos y otros practicantes de teatro desde la Antigüedad. Ejemplos de la antigua teoría dramática incluyen Poética, de Aristóteles, de la antigua Grecia, y Natiashastra, de Bharata Muni, de la antigua India. A menudo se ha intentado clasificar el género dramático bajo un razonamiento inductivo, de acuerdo a similitudes o contrastándose dramas entre sí. Modernamente, los teóricos han entendido el teatro como arte «interdisciplinar», ya que la teoría teatral va necesariamente unida a la práctica teatral, el guion a su interpretación, por lo que la teoría dramática va más allá del análisis textual.